# جو اندرسون (هنرپیشه)
 جو اندرسون (انگلیسی: Joe Anderson؛ زادهٔ ۲۶ مارس ۱۹۸۲) بازیگر اهل بریتانیا است. وی از سال ۲۰۰۴ میلادی تاکنون مشغول فعالیت بوده است. 
از فیلم‌ها یا برنامه‌های تلویزیونی که وی در آن نقش داشته است، می‌توان به سریال هانیبال ، گرگ و میش: سپیده‌دم - قسمت دوم، آملیا، عشق پیش می‌آید، خاکستری، عملیات، شلیک مرگ و رونویسی برای بتهوون اشاره کرد.